# مصری‌های استرالیا

افرادی که در مصر به عنوان درصدی از جمعیت در سیدنی متولد شده‌اند، طبق سرشماری سال ۲۰۱۱ از نظر جغرافیایی بر اساس منطقه پستی تقسیم شده‌اند.

مصری‌های استرالیا شهروندان استرالیایی و ساکنان دائمی استرالیا از نژاد مصری هستند. طبق سرشماری سال ۲۰۱۱ استرالیا، ۳۶٬۵۳۲ شهروند استرالیایی دارای اقامت دائم اعلام کردند که در مصر متولد شده‌اند، در حالی که بر اساس سرشماری سال ۲۰۰۶، حداقل ۳۱٬۷۸۶ نفر دیگر اعلام کردند که آنها از نژاد مصری کامل یا جزئی هستند. سرشماری سال ۲۰۰۶ نشان می‌دهد که اکثر استرالیایی‌های متولد مصر در سیدنی (۱۶٬۲۳۸) یا ملبورن (۱۱٬۱۵۶) واقع شده‌اند و جوامع کوچکتر در پرت (۱٬۴۰۷)، آدلاید (۹۸۲) و بریزبن (۸۹۷) واقع شده‌اند.
بیشتر مصری‌های استرالیا مسیحی هستند، که در تضاد با وابستگی مذهبی بیشتر مردم مصری کنونی در مصر امروز به اسلام است. سده‌ها آزار و اذیت قبطی‌ها و گرواندن مردم مصر به اسلام باعث شده‌است که مصر امروزه یک کشور مسلمان شود، اگرچه کلیسای بومی مسیحی مصر اقلیت قابل توجهی را در طول تاریخ خود، تا به امروز حفظ کرده‌است. مسیحیان قسمت بزرگی از گسترش مصری‌ها را چه در استرالیا و چه در جاهای دیگر تشکیل می‌دهند. آئین اکثریت مصر پیش از معرفی اسلام از عربستان، مسیحیت بود و قبل از ورود مسیحیت به مصر دین اکثریت مذهب مصر باستان بود.
حدود ۱۹٬۹۲۸ شهروند و ساکن استرالیا در سرشماری سال ۲۰۰۶ عضویت کلیسای ارتدکس قبطی را اعلام کردند. با این حال، بیشتر مسیحیان مصر ممکن است به راحتی خود را «مسیحی» معرفی کنند بدون اینکه فرقه قبطی را مشخص کنند، در حالی که سایر مسیحیان مصر ممکن است به فرقه‌های مختلف دیگری تعلق داشته باشند، یا متولد شده یا تغییر مذهب دهند. در سال ۲۰۰۳، اما در پارلمان نیو ساوت ولز ادعا شد که در واقع ۷۰٬۰۰۰ قبطی فقط در نیو ساوت ولز وجود دارد. ۱٬۸۹۰ نفر دیگر در سرشماری سال ۲۰۰۶ خود را از نژاد "قبطی " اعلام کردند. اصطلاح قبطی معمولاً به پیروان مسیحیت قبطی اشاره دارد، اما وقتی به عنوان اصطلاحی به قومیت اشاره می‌شود به معنای "مصری" است (تقریباً همیشه در متن مصریان مسیحی قبطی). ۱۸۹۰ شخصی که نسب خود را "قبطی" توصیف کرده‌اند، به احتمال زیاد مصری‌های استرالیا هستند. قبط به عنوان یک اصطلاح نام‌شناسی از نظر ریشه‌شناسی از یونانی "Aiguptious" به معنای واقعی کلمه به معنای "مصری" از کلمه مصری متأخر "Gyptios"، از طریق عربی کلاسیک "Qubt"، به انگلیسی "Copt" گرفته شده‌است. این واژه معمولاً به مصریان مسیحی قبطی اشاره دارد، اگرچه مواردی وجود داشته‌است که مصریان مسلمان از خود به عنوان "قبطی" یاد می‌کنند تا بر خاستگاه اجدادی غیرعربی مصری‌ها به‌طور کلی تأکید کنند.

## تاریخ
اولین تاریخچه مهاجران کوتاه مدت مصری در استرالیا به دوره سال ۱۸۶۰ تا سال ۱۹۰۰ برمی گردد که گروه‌های کوچکی از مهمانداران عمدتاً مسلمان در فواصل سه ساله به استرالیا و خارج از آن منتقل می‌شدند تا با حمل کالا و حمل و نقل کالا به صنعت دامداری داخلی استرالیای جنوبی خدمات دهند. بسته‌های پشمی قطارهای شتری که معمولاً «افغان» یا «غان» خوانده می‌شدند، علی‌رغم اینکه منشأ آنها اغلب از هند بریتانیایی و حتی برخی از آنها از افغانستان و مصر و ترکیه بودند.
مهاجرت دائمی از مصر در اواخر دهه ۱۹۴۰ و ۱۹۵۰ آغاز شد، به همین دلیل برای اقلیت‌های غیر قومی مصری که از حرکت رو به رشد ملی‌گرایی عرب در مصر فرار کردند که شاهد سرنگونی سلطنت مصر و متعاقب آن بحران سوئز بود ،.
در کل تعداد، مسیحیان مصر بزرگترین گروه مهاجران بودند که مصر را به مقصد کشورهای دیگر از جمله استرالیا ترک کردند. مسیحیان از نظر نسبت جامعه اصلی خود در مصر دومین بزرگترین‌ها بودند. یهودیان مصر، به عنوان نسبت جامعه اصلی خود در مصر، بزرگترین جامعه مهاجر بودند که مصر را ترک کردند (از نظر تعداد دومین آنها بزرگترین بودند). تعداد یهودیان در مصر در سال ۱۹۴۸ حدود ۷۵۰۰۰ نفر بود و پس از تأسیس دولت اسرائیل در همان سال، تقریباً کل جمعیت در سالهای بعدی در هنگام مهاجرت یهودیان از سرزمین‌های عربی ترک شدند، و بیشتر در اسرائیل، ایالات متحده آمریکا، اروپا، آمریکای لاتین ساکن شدند و حدود ۲٬۰۰۰ نفر در استرالیا اقامت گزیدند. جمعیت یهودیان مصر در استرالیا به ویژه در آدلاید، استرالیای جنوبی متمرکز شده‌اند. به‌طور رسمی، امروز فقط ۶ یهودی در مصر باقی مانده‌است.